# Haruhiko Sunagawa
 (septembre 2018).
Si vous disposez d'ouvrages ou d'articles de référence ou si vous connaissez des sites web de qualité traitant du thème abordé ici, merci de compléter l'article en donnant les références utiles à sa vérifiabilité et en les liant à la section « Notes et références ».
Haruhiko Sunagawa (砂川 晴彦, Sunagawa Haruhiko) est un peintre  et sculpteur, auteur d'assemblages, dessinateur, tendance abstraite et cinétique, japonais du XXe siècle, né le 20 septembre 1946 à Fukuoka.

## Biographie
Haruhiko Sunagawa fait des études de physique à l'université des sciences de Tokyo, puis en 1973 de dessin et de peinture au Hammersmith Collège of Arts de Londres.
Il vit et travaille à Paris. Il est représenté par la galerie Denise René.
Il décède le 09 juin 2022 à son domicile dans le XVe arrondissement de Paris.

## Parcours

### Principales expositions collectives
- 1976-1978 : biennale internationale d'Amiens au musée de Picardie
- 1978 : prix international de dessin à la Miró de Barcelone
- 1981, 1982, 1984, 1985, 1988 : centre d'art contemporain de Lyon
- 1983 : biennale internationale du dessin au musée de Cleveland
- 1987 : musée de Maubeuge
- 2007 : « Sept Lieux – Sept Matières », musée de l'Arles antique, Marseille
- 2013 : « Hommage to Denise René », Espace Expression, Miami
- 2018 : Exposition « Katrin Bremermann / Haruhiko Sunagawa / Helen Vergouwen », Douarnenez

### Salons et foires artistiques
- 2007 
  - Foire internationale d'art contemporain (FIAC), Paris
- 2004 
  - Art 35 Basel, Bâle
- 2003 
  - Art 34 Basel
- 2002 
  - FIAC, 29e édition
  - Art 33 Basel
- 2001 
  - Art 32 Basel

### Principales expositions personnelles
- 1978 : Kyoto
- 1979, 1981, 1982 : Tokyo
- 1981 : Osaka
- 1982 : centre d'art contemporain de Lyon
- depuis 1989 : régulièrement à la galerie Franka Berndt Bastille, Paris
- 1990 : foire d'art contemporain de Nagoya
- 1992 : Franka Berndt Bastille, Paris
- 1993 : rétrospective, musée Bourdelle, Paris
- 1996 : UNESCO, Paris
- 2003, 2006, 2013 : galerie Denise René, Paris
- 2011, 2016 : galerie Simoncini[1], Luxembourg
- 2011 : galerie La Ligne[2], Zürich
- 2016 : galerie Akié Arichi[3], Paris
- 2016 : galerie Aller Simple[4], Longjumeau

### Réalisation d’oeuvres monumentales et commandes publiques
- 1994 : Groupe Arc Union, Paris 9e arrondissement
- 1995 : RIVP, Ville de Paris, Paris 12e arrondissement
- 2003 : réalisation d’une vingtaine d’installations éphémères dans la forêt sauvage (Connecticut, États-Unis), au cours d'un séjour de trois mois à la fondation Josef Albers
- 2015 : réalisation d'un film documentaire Sunagawa (50 min)

Haruhiko Sunagawa réalise des structures légères en apparence, qui associent la solidité de la pierre et du bois à la fragilité du verre, la rigueur de la géométrie aux effets « mouvants » de lumière.

### Musées
Des œuvres de Haruhiko Sunagawa sont présentées dans le centre d'art contemporain de Lyon, dans le musée Gravelines (Suisse), à la fondation Balenciaga, YMCA[Quoi ?] (Tokyo) et dans de nombreuses collections privées.